# مونسورو
مونسورو (به فرانسوی: Montsoreau ; تلفظ فرانسوی: [mɔ̃soʁo]) یک کمون در فرانسه است که در شهرستان من-ا-لوآر واقع شده‌است.
مونسورو ۵٫۱۹ کیلومتر مربع مساحت و ۵۴۴ نفر جمعیت دارد و ۳۶ متر بالاتر از سطح دریا واقع شده‌است.

## آب و هوا
| داده‌های اقلیم مونسورو                                                  | داده‌های اقلیم مونسورو | داده‌های اقلیم مونسورو | داده‌های اقلیم مونسورو | داده‌های اقلیم مونسورو | داده‌های اقلیم مونسورو | داده‌های اقلیم مونسورو | داده‌های اقلیم مونسورو | داده‌های اقلیم مونسورو | داده‌های اقلیم مونسورو | داده‌های اقلیم مونسورو | داده‌های اقلیم مونسورو | داده‌های اقلیم مونسورو | داده‌های اقلیم مونسورو |
| ماه                                                                    | ژانویه                | فوریه                 | مارس                  | آوریل                 | مه                    | ژوئن                  | ژوئیه                 | اوت                   | سپتامبر               | اکتبر                 | نوامبر                | دسامبر                | سال                   |
| ---------------------------------------------------------------------- | --------------------- | --------------------- | --------------------- | --------------------- | --------------------- | --------------------- | --------------------- | --------------------- | --------------------- | --------------------- | --------------------- | --------------------- | --------------------- |
| سابقهٔ بیش‌ترین °C (°F)                                                  | ۱۶٫۹ (۶۲)             | ۲۰٫۸ (۶۹)             | ۲۳٫۷ (۷۵)             | ۲۹٫۲ (۸۵)             | ۳۱٫۸ (۸۹)             | ۳۶٫۷ (۹۸)             | ۳۷٫۵ (۱۰۰)            | ۳۹٫۸ (۱۰۴)            | ۳۴٫۵ (۹۴)             | ۲۹٫۰ (۸۴)             | ۲۲٫۳ (۷۲)             | ۱۸٫۵ (۶۵)             | ۳۹٫۸ (۱۰۴)            |
| میانگین بیش‌ترین °C (°F)                                                | ۱۱٫۱ (۵۲)             | ۱۲٫۱ (۵۴)             | ۱۵٫۱ (۵۹)             | ۱۷٫۴ (۶۳)             | ۲۲٫۵ (۷۳)             | ۲۷ (۸۱)               | ۲۶٫۴ (۸۰)             | ۲۷٫۲ (۸۱)             | ۲۱٫۶ (۷۱)             | ۱۹٫۹ (۶۸)             | ۱۲٫۷ (۵۵)             | ۹٫۲ (۴۹)              | ۱۹٫۲ (۶۷)             |
| میانگین روزانه °C (°F)                                                 | ۶٫۲ (۴۳)              | ۸٫۲ (۴۷)              | ۱۰٫۸ (۵۱)             | ۱۰٫۹ (۵۲)             | ۱۶٫۵ (۶۲)             | ۲۰٫۶ (۶۹)             | ۲۰٫۸ (۶۹)             | ۲۱٫۴ (۷۱)             | ۱۶٫۵ (۶۲)             | ۱۵ (۵۹)               | ۸٫۵ (۴۷)              | ۵٫۹ (۴۳)              | ۱۴٫۱ (۵۷)             |
| میانگین کم‌ترین °C (°F)                                                 | ۸٫۸ (۴۸)              | ۴ (۳۹)                | ۶٫۵ (۴۴)              | ۴٫۵ (۴۰)              | ۱۰٫۶ (۵۱)             | ۱۴٫۲ (۵۸)             | ۱۵٫۳ (۶۰)             | ۱۵٫۳ (۶۰)             | ۱۱٫۲ (۵۲)             | ۱۰٫۲ (۵۰)             | ۴٫۴ (۴۰)              | ۲٫۶ (۳۷)              | ۹٫۰ (۴۸)              |
| بارندگی میلی‌متر (اینچ)                                                 | ۶۶ (۲٫۶)              | ۳۵ (۱٫۳۸)             | ۵۰ (۱٫۹۷)             | ۳٫۵ (۰٫۱۴)            | ۴۵ (۱٫۷۷)             | ۵۱ (۲٫۰۱)             | ۲۷ (۱٫۰۶)             | ۱۵٫۵ (۰٫۶۱)           | ۳۴ (۱٫۳۴)             | ۱۱٫۵ (۰٫۴۵)           | ۲۹ (۱٫۱۴)             | ۴۰ (۱٫۵۷)             | ۴۱۱ (۱۶٫۱۸)           |
| میانگین روزهای برفی                                                    | ۱٫۷                   | ۱٫۹                   | ۱٫۴                   | ۰٫۲                   | ۰٫۱                   | ۰٫۰                   | ۰٫۰                   | ۰٫۰                   | ۰٫۰                   | ۰٫۰                   | ۰٫۴                   | ۱٫۳                   | ۷٫۰                   |
| درصد رطوبت                                                             | ۸۸                    | ۸۴                    | ۸۰                    | ۷۷                    | ۷۷                    | ۷۵                    | ۷۴                    | ۷۶                    | ۸۰                    | ۸۶                    | ۸۹                    | ۸۹                    | ۸۱٫۳                  |
| میانگین روزانه ساعت‌های تابش آفتاب                                      | ۶۹٫۹                  | ۹۰٫۳                  | ۱۴۴٫۲                 | ۱۷۸٫۵                 | ۲۰۵٫۶                 | ۲۲۸                   | ۲۳۹٫۴                 | ۲۳۶٫۴                 | ۱۸۴٫۷                 | ۱۲۰٫۶                 | ۶۷٫۷                  | ۵۹٫۲                  | ۱٬۸۲۴٫۵               |
| منبع شماره ۱: Climatologie mensuelle à la station de Montreuil-Bellay. |                       |                       |                       |                       |                       |                       |                       |                       |                       |                       |                       |                       |                       |
| منبع شماره ۲: Infoclimat.fr (humidity, snowy days 1961–1990)           |                       |                       |                       |                       |                       |                       |                       |                       |                       |                       |                       |                       |                       |